# دهقان سامانی
میرزا ابوالفتح خان دهقان سامانی، (زاده ۱۲۶۵ هجری قمری ـ درگذشته ۱۳۲۶ هجری قمری) ملقّب به «سیف الشعراء» و متخلّص به «دهقان» از شعرای اهل سامان در چهار محال و بختیاری است. دهقان یکی از شاعران بنام ایران در دوره قاجاریه است. پدرش «باباخان»، از رؤسا و بزرگ زادگان سامان بود. مادرش نیز «خورشید» یا «خورشید جهان» نام داشته‌است.
از معروف‌ترین آثار دهقان، می‌توان به دیوان اشعار او اشاره کرد که به شکرستان معروف است. از دیگر آثار او می‌توان به داوود نامه اشاره کرد.
حتی از تاریخ‌هایی که از لابه‌لای اشعار خود او به دست می‌آید نیز به یقین نمی‌توان تاریخ تولد او را مشخص کرد. با این حال، حدس زده می‌شود که در خلال سال‌های ۱۲۶۰ تا ۱۲۶۵ قمری به دنیا آمده باشد. او از هم درسان عُمّان سامانی بود.
سامانی تحصیلات ابتدائی را در مکتب‌خانه‌های محلی فرا گرفت و برای ادامه تحصیل به اصفهان می‌رود و در مدرسه «نیماورد» یا «نیما رود» اصفهان ادامه تحصیل می‌دهد و این مدرسه، مدرسه بسیار مهمی در اصفهان بوده‌است و بسیاری از بزرگان اصفهان در آنجا تحصیل کرده‌اند و بعد از آن وارد مدرسه صدر اصفهان می‌شوند و علوم رائج زمان خود را در حد مقدمات و سطح حوزه فرا می‌گیرد و در همان ایام، با عمان سامانی نیز هم درس بودند و در مدرسه جد بزرگ اصفهان، بوسیله یکی از اساتیدش به نام میرزا محمدهادی پاقلعه‌ای به عرفان کشیده می‌شود و درجاتی در تهذیب و عرفان طی می‌کند و به کمالاتی می‌رسد.

## نمونه اشعار از آخر مثنوی داوود نامه اثر اوایل جوانی و شاعری دهقان سامانی
| چو بینید این نامه یادم کنید  |  | به نیکی گرایید و شادم کنید |
| مرا چون نبوده‌است بر پیش دست  |  | بدانسو نیارستمی رخت بست    |
| بدینسو فرستم پیام از کتاب    |  | ندانم شما را چه آید جواب   |
| به هر حال سازید خوش‌حال من    |  | مگویید حرفی به دنبال من    |
| اگر نیک و ار بد همین بوده‌است |  | همه زایش طبعم این بوده‌است  |

## آثار
- شکرستان
- مثنوی سلیمان و بلقیس شامل هفت صد بیت
- مثنوی داوود و طالوت و جالوت شامل شش صد و پنجاه بیت
- هزار و یک شب
- باستان نامه

## درگذشت و آرامگاه
دربارهٔ تاریخ فوت و تاریخ تولد دهقان نظرات مختلفی گفته شده به گونه‌ای که دربارهٔ تاریخ فوت از ۱۲۴۰ تا ۱۲۶۷ قمری یعنی چیزی در حدود ۲۷ سال را گفته‌اند...